# Rhipogonum brevifolium
Rhipogonum brevifolium är en enhjärtbladig växtart som beskrevs av John Godfrey Conran och Clifford. Rhipogonum brevifolium ingår i släktet Rhipogonum och familjen Rhipogonaceae. Inga underarter finns listade.